# Квантор всеобщности
Квантор всеобщности (обозначения: {\displaystyle \forall }, ∀) — условие, которое верно для всех обозначенных элементов, в отличие от квантора существования, где условие верно только для каких-то отдельных элементов из указанного множества. Формально это квантор, используемый для обозначения того, что множество целиком лежит в области истинности указанного предиката. Читается как «для всех…», «для каждого…», «для любого…» или «все…», «каждый…», «любой…».
Квантор всеобщности — это объект, с помощью которого формализуется высказывание о том, что какое-то логическое выражение истинно для всего или по крайней мере для той области определения, в которой это выражение имеет смысл. Применяется в предикатной и символической логике.

## Варианты чтения
Выражение {\displaystyle (\forall x\in X)P(x)} читается так:
- для любого (всякого, каждого) значения x из множества X утверждение (предикат) P(x) истинно;
- всякий (любой, каждый) элемент x множества X (где X — множество значений переменной x) обладает свойством P(x);
- каково бы ни было значение x из множества X, P(x) — истина.

## Интерпретации
В теории кванторов Пирса кванторы трактуются как функции логического выбора. Квантор существования оставляет возможность для говорящего сделать выбор объекта в универсуме дискурса, тогда как квантор всеобщности даёт такую функцию выбора тому, кому это утверждение было высказано (интерпретатору).

## История
Символ {\displaystyle \forall } для квантора всеобщности введён Герхардом Генценом в 1935 году по аналогии с символом квантора существования {\displaystyle \exists }, введённым Джузеппе Пеано в 1897 году.
Концепция была предложена ранее в книге Begriffsschrift (Исчисление понятий) (1879) Готлоба Фреге.
Несмотря на популярное заблуждение, обозначение символа произошло от немецкого für Alle (для всех), а никак не от английских слов All и Any (все, любой)
| Графема | Название | Юникод | HTML    | мнемоника | LaTeX   |
| ------- | -------- | ------ | ------- | --------- | ------- |
| ∀       | FOR ALL  | U+2200 | &#8704; | &#forall; | \forall |

## Факты
В теоретико-игровой семантике Яакко Хинтикки квантор всеобщности называется «Абеляром», а квантор существования — «Элоизой».